# مارتن بيكر (طيار بطل)
مارتن بيكر (بالألمانية: Martin Becker)‏ هو طيار بطل ألماني، ولد في 12 أبريل 1916 في فيسبادن في ألمانيا، وتوفي في 8 فبراير 2006 في Oberneisen ‏ في ألمانيا.